# Corina Peptan
Corina-Isabela Peptan, más conocida por Corina Peptan (Bumbești-Jiu, 17 de marzo de 1978) es una ajedrecista rumana, que tiene el título de Gran Maestro Femenino (WGM) desde 1995. Ha sido ocho veces Campeona femenina de Rumanía. En ranking de la Feeración Internacional de Ajedrez (FIDE) de diciembre de 2015, tenía un Elo de 2421 puntos, lo que la convertía en el jugador absoluto número 24 de Rumania, y la jugadora número 1 (en activo) del país. Su máximo Elo fue de 2485 puntos, en la lista de julio de 2003 (posición 749 en el ranking mundial). Este Elo, el máximo de su carrera, es también el máximo nunca alcanzado por una jugadora rumana.

## Trayectoria y resultados destacados en competición
Peptan ha sido Campeona del mundo por edades en todas las categorías femeninas: Sub-10 en Timişoara, Rumania (1988), Sub-12 en Fond du Lac, Estados Unidos (1990), Sub-14 en Varsovia, Polonia (1991) y Sub-18 en Guarapuava, Brasil (1995).
Ha sido Campeona femenina de Rumanía en 1994, 1995, 1997, 2000, 2004, 2007, 2008, 2009 y 2014 y sus resultados en el Campeonato del mundo femenino incluyen: unos cuartos de final en Nueva Delhi 2000; 3.ª ronda en Moscú 2001 y 2.ª ronda en Elista 2004. Además, formó parte del equipo femenino rumano que obtuvo la medalla de bronce en el III Campeonato de Europa de ajedrez por equipos en Batumi 1999. Por otra parte, Peptan ha jugado representando a Rumanía en las Olimpiadas de ajedrez en ocho ocasiones: 1992, 1994, 1996, 1998, 2002, 2004, 2006 y 2008. Ganó una medalla de plata en el tercer tablero en Moscú 1994 y una medalla de plata en el segundo tablero en Calviá 2004.